# Henryk Grabowski (żołnierz)
Henryk Grabowski (ur. 27 maja 1892 w majątku Kosów, zm. wiosną 1940 w Katyniu) – kapitan administracji Wojska Polskiego, działacz niepodległościowy, ofiara zbrodni katyńskiej.

## Życiorys
Urodził się 27 maja 1892 w majątku Kosów, w powiecie sokołowskim, w rodzinie Franciszka i Elżbiety z Wojtulewiczów. W 1914 wstąpił jako ochotnik do Legionu Puławskiego. W 1917 żołnierz I Korpusu Polskiego w Rosji. W wojnie 1920 walczył w szeregach 1 pułku Ułanów Krechowieckich. 
W okresie międzywojennym pozostawał w wojsku. Służył w 9 pułku strzelców konnych i 10 batalionie pancernym. W 1924 w stopniu porucznika (starszeństwo z dniem 1 czerwca 1919 i 3 lokatą w korpusie oficerów rezerwy kawalerii) jako oficer rezerwy 9 psk, został zatrzymany w służbie czynnej. W 1932 służył w 2 pułku pancernym. W 1934 został przeniesiony z byłego 4 dywizjonu pancernego w Brześciu do kadry 4 dywizjonu samochodowego w Łodzi.
Na stopień kapitana został awansowany ze starszeństwem z dniem 19 marca 1937 i 43. lokatą w korpusie oficerów administracji. W 1938 został przeniesiony w stan spoczynku. Pozostawał w ewidencji Komendy Rejonu Uzupełnień Włocławek. Posiadał przydział do Oficerskiej Kadry Okręgowej nr VIII. 
W kampanii wrześniowej wzięty do  niewoli radzieckiej, osadzony w Kozielsku. Między 3 a 5 kwietnia 1940 przekazany do dyspozycji naczelnika smoleńskiego obwodu NKWD – lista wywózkowa bez numeru z 2.04.1940. Został zamordowany między 4 a 7 kwietnia 1940 przez NKWD w lesie katyńskim. Zidentyfikowany podczas ekshumacji prowadzonej przez Niemców w 1943, zapis w dzienniku ekshumacji pod datą 15.05.1943. Przy szczątkach znaleziono mundur, wojskową książeczkę oficerską, wizytówki, dowód osobisty i kartę pocztową. Figuruje na liście AM-224-2126 i liście Komisji Technicznej PCK pod numerem 02126. Nazwisko Grabowskiego znajduje się na liście ofiar (pod nr 2126) opublikowanej w Gońcu Krakowskim nr 133 i w Nowym Kurierze Warszawskim nr 138 z 1943. Krewni do 1947 poszukiwali informacji przez Biuro Informacji i Badań Polskiego Czerwonego Krzyża w Warszawie. 
Henryk Grabowski był żonaty z Heleną z Zielińskich, z którą miał córki Annę i Wandę.
5 października 2007 minister obrony narodowej Aleksander Szczygło mianował go pośmiertnie na stopień majora. Awans został ogłoszony 9 listopada 2007, w Warszawie, w trakcie uroczystości „Katyń Pamiętamy – Uczcijmy Pamięć Bohaterów”.
Dąb Pamięci posadzony przez Sokołowskie Towarzystwo Społeczno-Kulturalne, ul. Wolności 27 w Sokołowie Podlaskim.

## Ordery i odznaczenia
- Krzyż Niepodległości - 16 marca 1937 roku „za pracę w dziele odzyskania niepodległości”[11], zamiast uprzednio (25 stycznia 1933) nadanego Medalu Niepodległości[12]
- Krzyż Walecznych[3]
- Srebrny Krzyż Zasługi - 1938[13]
- Krzyż Kampanii Wrześniowej – pośmiertnie 1 stycznia 1986[14]